# Sophie Anna Everhard
Sophie Anna Everhard (Ventura County, California; 28 de agosto de 1993) es una actriz estadounidense, más conocida por interpretar a Dylan Marvil en The Clique.

## Biografía
Comenzó su carrera de actriz a los 8 años en grupos de teatro de su escuela. Recibió críticas positivas por sus papeles de Dylan en The Clique y Callie en Lincoln Eights.

## Carrera
Su primera aparición en la pantalla fue en la serie Zoey 101 (2008), creada por Dan Schneider. También apareció en The Clique, donde interpretó a Dylan Marvil. Entre sus otros papeles se incluyen apariciones en The Tyra Banks Show y en la película Lincolh Eights.

## Filmografía
| Año  | Título              | Personaje    | Notas         |
| ---- | ------------------- | ------------ | ------------- |
| 2008 | The Clique          | Dylan Marvil | Directo a DVD |
| 2009 | The Tyra Banks Show | Ella misma   | Recurrente    |
| 2009 | Lincoln Heights     | Callie       | Protagonista  |

| Año  | Título   | Personaje         | Notas            |
| ---- | -------- | ----------------- | ---------------- |
| 2008 | Zoey 101 | 9th Grade Girl #1 | Papel secundario |
|      |          |                   |                  |